# Debora Kleist
Debora Kleist (geb. Efraimsen; * 1959) ist eine grönländische Politikerin (Inuit Ataqatigiit) und Lehrerin.

## Leben
Debora Kleist ist die Tochter von David und Augusta Efraimsen. Mit ihrem Ehemann John Kleist hat sie zwei Kinder. Sie ist von Beruf Lehrerin.
Sie kandidierte bei der Kommunalwahl 2005 und wurde in den Rat der Gemeinde Nanortalik gewählt. Bei der Kommunalwahl 2008 gelangte sie in den Rat der neuen Kommune Kujalleq. Bei der Parlamentswahl 2009 erreichte sie den ersten Nachrückerplatz der Inuit Ataqatigiit und saß über die gesamte Legislaturperiode bis 2013 im Inatsisartut. Bei der Wahl 2013 trat sie nicht mehr an. Bei der Kommunalwahl 2013 hingegen wurde sie wiedergewählt. Bei der Parlamentswahl 2014 trat sie wieder an und erreichte den dritten Nachrückerplatz der Inuit Ataqatigiit. Von dort aus war sie von September 2016 bis zum Ende der Legislaturperiode im Mai 2018 Mitglied im Inatsisartut. Bei der Kommunalwahl 2017 trat sie nicht mehr an. Bei der Parlamentswahl 2018 erreichte sie wieder den dritten Nachrückerplatz und hätte im Herbst 2020 kurzzeitig wieder Mitglied werden können, verzichtete aber. Bei der Wahl 2021 trat sie nicht mehr an. Bei der Kommunalwahl 2025 erreichte sie den dritten Nachrückerplatz in der Kommune Kujalleq.